# Pełźce
Pełźce (Salpornithidae) – monotypowa rodzina ptaków z rzędu wróblowych (Passeriformes).

## Występowanie
Rodzina obejmuje gatunki występujące w Indiach i Afryce Subsaharyjskiej.

## Morfologia
Długość ciała 15 cm; masa ciała 13,5–16 g.

## Systematyka
Pełźce przez niektóre ujęcia systematyczne umieszczane były w rodzinie pełzaczy (Certhiidae) lub kowalików (Sittidae). Najbliżej spokrewnione są z pełzaczami.

### Etymologia
Salpornis: gr. σαλπιγκτης salpinktēs „nieznany ptak”, prawdopodobnie strzyżyk, od σαλπιγκτης salpinktēs „trębacz”, od σαλπιγξ salpinx, σαλπιγγος salpingos „wojskowa trąbka”; ορνις ornis, ορνιθος ornithos „ptak”.

### Podział systematyczny
Do rodziny należy jeden rodzaj – Salpornis – z następującymi gatunkami:
- Salpornis salvadori (Bocage, 1878) – pełziec afrykański – takson wyodrębniony ostatnio z S. spilonotus[8]
- Salpornis spilonota (Franklin, 1831) – pełziec indyjski